# Harry Potter 20º anniversario - Ritorno a Hogwarts
Harry Potter 20º anniversario - Ritorno a Hogwarts (Harry Potter 20th Anniversary: Return to Hogwarts) è uno speciale televisivo distribuito il 1º gennaio 2022 su HBO Max.
In Italia è stato trasmesso da Sky Cinema e Now, che lo ha reso disponibile in streaming. Si tratta di un documentario incentrato sul cast originale e i registi della saga cinematografica di Harry Potter, che si incontrano sul set originale dei film per parlare dei loro ricordi legati alla serie di film. Alle nuove dichiarazioni viene mescolato del materiale di repertorio: interviste rilasciate in passato, conferenze stampa e dietro le quinte dei film, scene originali dei lungometraggi. La produttrice ed autrice della serie di romanzi originaria, J. K. Rowling, prende parte al documentario solo nel materiale di repertorio.
Si tratta dell'ultimo lavoro di Robbie Coltrane, deceduto pochi mesi dopo la trasmissione dello special.

## Cast
- Daniel Radcliffe[4], doppiato da Alessio Puccio.
- Rupert Grint[4], doppiato da Giulio Renzi Ricci che per l'occasione torna a doppiare dopo il ritiro dal mondo del doppiaggio avvenuto anni prima.
- Emma Watson[4], doppiata da Letizia Ciampa.
- Helena Bonham Carter[4], doppiata da Laura Boccanera.
- Robbie Coltrane[4], doppiato da Francesco Pannofino.
- Alfred Enoch[4], doppiato da Emanuele Ruzza.
- Tom Felton[4], doppiato da Flavio Aquilone.
- Ralph Fiennes[4], doppiato da Angelo Maggi.
- Ian Hart[4], doppiato da Marco Mete.
- Jason Isaacs[4], doppiato da Massimo Lodolo.
- Toby Jones[4], doppiato da Nanni Baldini.
- Matthew Lewis[4], doppiato da Gabriele Patriarca.
- Evanna Lynch[4], doppiata da Veronica Puccio.
- Gary Oldman[4], doppiato da Massimo Venturiello.
- James e Oliver Phelps[4], doppiati da Lorenzo De Angelis.
- Mark Williams[4], doppiato da Mino Caprio.
- Bonnie Wright[4], doppiata da Erica Necci.
- David Heyman[4], doppiato da Fabrizio Pucci.
- Chris Columbus[4], doppiato da Sandro Acerbo.
- Alfonso Cuarón[4], doppiato da Roberto Gammino.
- Mike Newell[4], doppiato da Michele Gammino.
- David Yates[4], doppiato da Pasquale Anselmo.
- J. K. Rowling (immagini d'archivio)[5], doppiata da Barbara Berengo Gardin.
- Stephen Fry (narratore), doppiato da Simone Mori.

## Promozione
Nel novembre 2021 la Warner Bros. ha annunciato l'imminente pubblicazione di uno speciale.

## Riprese
Lo speciale è stato girato ai Warner Bros. Studio Tour London – The Making of Harry Potter a Leavesden, Inghilterra.
Rupert Grint non era fisicamente presente sul set: l'attore ha girato le sue scene da Toronto, dal set di una serie televisiva che stava girando in concomitanza alla realizzazione dello speciale. Grint è stato quindi inserito digitalmente nelle scene in cui era insieme a Daniel Radcliffe ed Emma Watson, mentre è stato raggiunto a Toronto da quest'ultima nelle scene in cui erano presenti soltanto loro due.

## Distribuzione
Pubblicato su HBO Max nelle nazioni in cui tale servizio on demand è disponibile, in Italia è stato reso disponibile su Sky Cinema e Now, così come anche nel Regno Unito e in Irlanda. In Canada è stato reso disponibile su Crave, in Australia su Binge, in Nuova Zelanda su TVNZ 2, in vari paesi asiatici HBO GO, negli Emirati Arabi Uniti su OSN, in India su Prime Video.

## Accoglienza
Sull'aggregatore Rotten Tomatoes il film riceve il 100% delle recensioni professionali positive con un voto medio di 8,2 su 10 basato su 8 critiche.

## Controversie
L'autrice J. K. Rowling non è stata coinvolta direttamente nel progetto ma è presente attraverso video d’archivio provenienti da un’intervista girata agli studi Warner di Londra nel 2019. Secondo il Los Angeles Times, Rowling non sarebbe stata coinvolta direttamente nel progetto a causa delle accuse di transfobia ricevute nel corso del 2021. I rappresentanti dell'autrice hanno tuttavia smentito questa ipotesi, affermando che è stata la scrittrice stessa a preferire l'utilizzo di materiale d'archivio a una partecipazione effettiva alle riprese. La scrittrice viene comunque menzionata più di una volta dagli attori, i quali hanno espresso nei suoi confronti parole riguardanti sia il suo lavoro per la saga che l'impatto generato dalla stessa nel panorama della letteratura mondiale, permettendo a molti giovani di avvicinarsi al mondo della lettura.

## Correzioni
Nella versione iniziale, un'immagine d'infanzia di Emma Roberts viene erroneamente presentata come un'immagine di Watson, mentre Oliver e James Phelps vengono etichettati erroneamente l'uno come l'altro. Il 3 gennaio 2022, questi errori sono stati corretti in una nuova versione.